# Arckoponya
Az arckoponya elöl-alul csatlakozik az agykoponyához. 

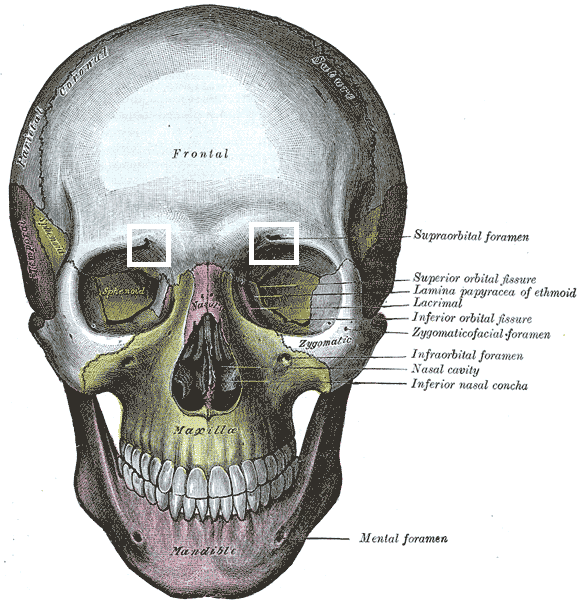
A háromosztatú ideg első ágának Nervus ophtalmicus [V./1 ]kilépési helye. Foramen supraorbitale.

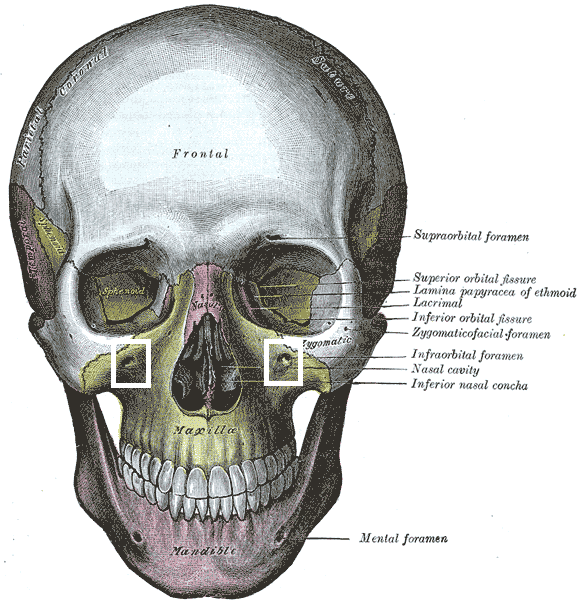
A háromosztatú ideg második ágának Nervus maxillaris [V./2 ]kilépési helye. Foramen infraorbitale.

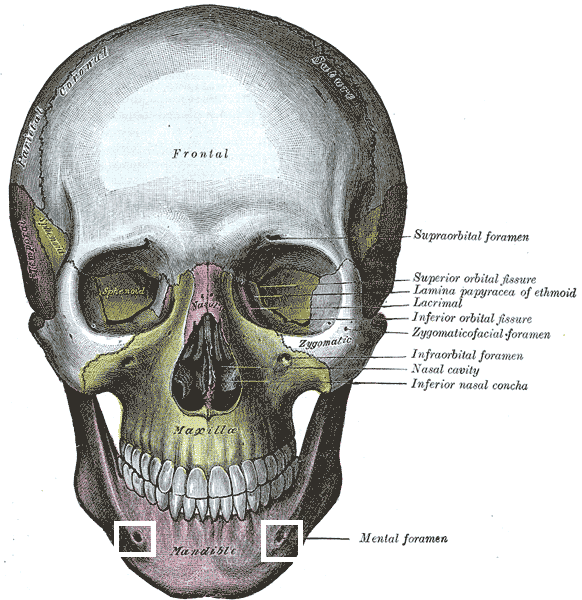
A háromosztatú ideg harmadik ágának Nervus mandibularis/alveolaris inferior [V./3(2) ]kilépési helye. Foramen mentale.

## Nagyobb nyílásai
Ezek az emésztőrendszer kezdetét jelentő szájnyílás (apertura oris) és a légzőrendszer be- és kimeneti nyílásának orrnyílásoknak csontos alapjai (apertura piriformis), valamint a szemgödrök (aditus orbitae).

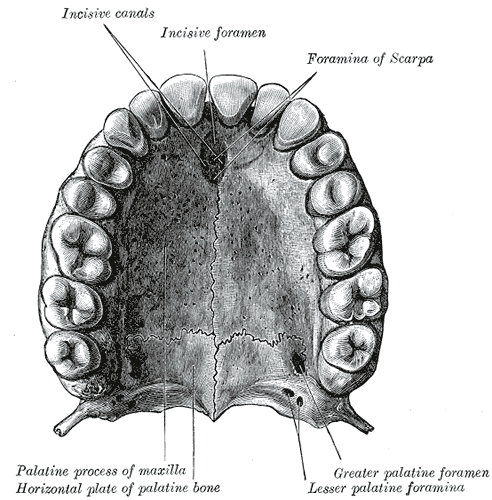
Kemény szájpad.

## Üregei

### Csontos szájüreg
(cavitas oris osseum)
Ilyen lényegében nem egészen létezik, mert alsó határa teljességgel hiányzik. Felső falát a csontos szájpad, elülső és oldalsó falait pedig az alsó és felső állcsont fogmedri nyúlványai és a beléjük ékelődő fogak alkotják. Lásd még: Mandibula, Maxilla

#### Kemény szájpad
(palatum durum)
A szájpad elülső, nagyobbik, csontos alapú része, amelyet a felső állcsont (maxilla) szájpadi nyúlványai, kisebb részben hátul a szájpadcsontok vízszintes lemezei képeznek. Egyéb funkciói mellett elválasztja a szájüreget az orrüregtől. (Fejlődési rendellenességei - ha időben nem kerülnek sebészeti korrekcióra - rágási, nyelési problémákat illetve beszédnehézségeket szoktak okozni.) Lásd még: Maxilla

### Csontos orrüreg
(cavitas nasi osseum)

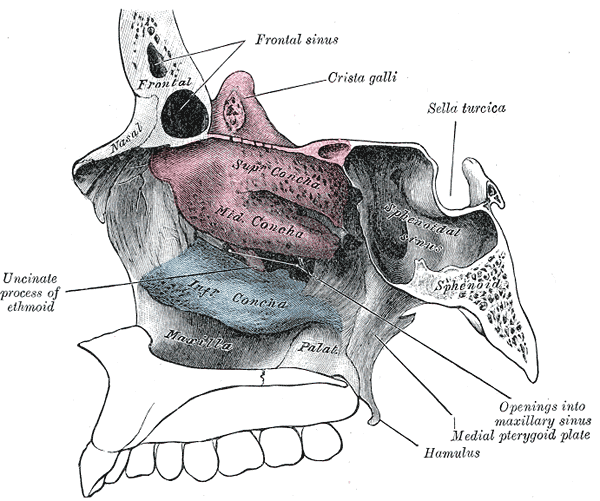
A csontos orrüreg oldalfala.

A csontos orrüreg alapját képezi az orrüreg nyálkahártyájának és védi az orrüreg érzékenyebb képződményeit. A csontos orrüreget egy sagittalis sövény (septum nasi osseum) kétoldali (nem mindig szimmetrikus) részekre osztja. Mindkét részbe három görbült orrkagyló (concha nasalis) nyúlik be az oldalsó falról. Az orrkagylók által részben lehatárolt tereket orrjáratoknak nevezik. Az orrkagylók medialis felszíne közötti rés a közös orrjárat (meatus nasi communis), az egyes orrkagylók által lehatárolt járatok az alsó, középső és felső orrjáratok (meatus nasi superior, medius, inferior). Az orrüreg oldalfalát a könnycsont, a rostacsont, a felső állcsont és a szájpadcsont függőleges lemeze alkotja. A középső orrjáratba nyílik be a felső állcsonti orrmelléküreg (sinus maxillaris). A csontos orrüreg alsó határa a kemény szájpad. Felső (felfelé ferde, vízszintes, majd lefelé ferde) határát (elölről hátra) az orrcsont, a homlokcsont nyúlványa, a rostacsont vízszintes (átlyuggatott)lemeze, és az ékcsont testének elülső felszíne képezik. Az ékcsontnak ezen a felszínén találhatók az ékcsonti üreg nyílásai. A csontos orrüregek hátsó kimenetei a choanák. Az orr melléküregeihez tartozik még a homloküreg (sinus frontalis) és a rostacsont kisebb részekből (cellulae ethmoidales) álló üregrendszere. A homloküreg a homlokcsont pikkelyének alsó részében lévő aszimmetrikus páros üreg, a középső orrjáratba nyílik. A rostasejtek elülső csoportja a középső, a hátsó csoportja a felső orrjáratba nyílik.

### Csontos szemüreg
(orbita; cavitas orbitalis)

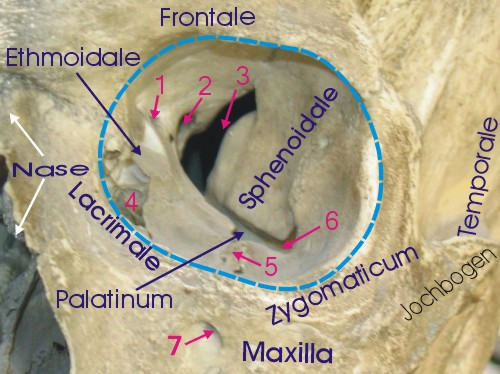
A csontos szemüreg. Orbita.(Bal oldali).

A szemgolyó és járulékos részeinek befogadására szolgáló, számos csont alkotta, két mély csontos gödör. Bemenetét, amely lekerekített négyszög alakú, a csontos szemgödri szélek határolják.  Maga a szemüreg négyoldalú piramis alakú, amelynek csúcsa a szemideg csatornájának  (canalis nervi optici)  kezdete, tengelye ehhez 250-os szögben mediális irányba összetart (konvergál). Felső falát a homlokcsont szemüregi része és ehhez hátulról csatlakozva az ékcsont kis szárnya képezi. Belső falát a felső állcsont nyúlványa, a könnycsont, a rostacsont szemgödri lemeze és hátul, egy kis részen az ékcsont teste alkotja. Alsó falát a felső állcsont szemgödri felszíne és hárul a szájpadcsont nyúlványa is hozzájárul. Az alsó felszínen egy árokkal kezdődik, majd az alsó szemgödri szél alatt nyíló csatornába folytatódik a háromosztatú ideg második ágát  (nervus maxillaris)  befogadó csontos képződmény. Oldalsó falát az ékcsont nagy szárnyának és a járomcsontnak szemgödri felszínei képezik. Az alsó és oldalsó fal között az alsó, a felső és oldalsó fal között a felső szemgödri hasadék  (fissura orbitalis inferior et superior)  található, amelyek befelé összetartanak és találkoznak. Az alsó hasadék a halánték alatti árokkal, a felső a középső koponyagödörrel teremt összeköttetést. A felső szemgödri hasadékon a szemmozgató agyidegek és a háromosztatú agyideg első ága, az alsó hasadékon az utóbbi második ága halad át. A medialis fal elülső részén van a könnytömlő gödre, amelyet csatorna köt össze az alsó orrjárattal.